# István Szabó
Pour les articles homonymes, voir Szabó et István Szabó (homonymie).
Dans le nom hongrois Szabó István, le nom de famille précède le prénom, mais cet article utilise l’ordre habituel en français István Szabó, où le prénom précède le nom.
István Szabó (en hongrois [ˈiʃtvaːn 'sɒboː]) est un réalisateur hongrois, né le 18 février 1938 à Budapest. Auteur d'une carrière internationale, lauréat d'un Oscar pour Mephisto, Szabó est avec Miklós Jancsó et Béla Tarr l'un des cinéastes magyars les plus connus, mais aussi le « moins hongrois ».

## Carrière
Dans les années 1960 et 1970, Szabó réalise en Hongrie des films d'auteur qui explorent le vécu de sa génération et les évènements historiques de l'époque : Père (1966), Szerelmesfilm (Un film d'amour, 1970), 25, rue des Sapeurs (1973).
En 1980, remarqué à la Berlinale avec son film Bizalom (Confiance, Ours d'argent du meilleur réalisateur), il réalise son premier film « étranger » : la production ouest-allemande Der grüne Vogel, avec Hannelore Elsner, qui lui ouvre les portes d'une carrière internationale.
Ses trois films suivants, marqués par la collaboration avec l'acteur autrichien Klaus Maria Brandauer et le chef opérateur Lajos Koltai, sont célébrés par la critique : Mephisto, adaptation du roman de Klaus Mann, remporte de nombreuses récompenses dont l'Oscar du meilleur film étranger et le prix du scénario au festival de Cannes 1981. Suivent Colonel Redl en 1985, adapté de la pièce de John Osborne, et Hanussen en 1988, biographie du voyant des nazis Erik Jan Hanussen, tous deux sélectionnés à Cannes et nommés aux Oscars.
Après un court retour en Hongrie (Chère Emma, 1992) Szabó se tourne à partir des années 1990 vers le cinéma en langue anglaise, avec Sunshine (1999, nommé au Golden Globe du meilleur film dramatique), Taking Sides, le cas Furtwängler (2001) puis Adorable Julia (Being Julia, 2004), avec un succès critique moindre.
Il a également joué quelques petits rôles dans ses propres films (Túsztörténet, Rokonok) ou dans d'autres productions (Place Vendôme).

### Controverse sur ses activités d'informateur sous le régime communiste
Le 26 janvier 2006 éclate une polémique dans l'hebdomadaire hongrois Élet és Irodalom (« Vie et Littérature »). Le magazine affirme que Szabó était un « agent » de la police secrète de la république populaire de Hongrie, sous le régime de Kádár. Il devait écrire des rapports sur ses anciens camarades de classes de l'université d'art dramatique et cinématographique (il en aura rédigé 48). Placé sur liste noire à la suite de preuves compromettantes, Szabó fut obligé de travailler comme « agent » seulement un an après l'insurrection de Budapest de 1956.
Szabó reconnut les faits, dit avoir eu de telles pratiques « pour sauver de la potence son camarade révolutionnaire Pál Gábor et lui-même ». En février 2006, lors de la présentation de son film Rokonok, Lajos Koltai et quatre des anciens étudiants dénoncés tinrent une conférence de presse pour relater leurs mémoires sur la Hongrie post-révolutionnaire des années 1950 et déclarèrent n'avoir aucune colère contre Szabó.

### Distinction
Depuis 1984, il est membre de l'Académie des arts de Berlin.

## Filmographie partielle

### Réalisateur

#### Cinéma
- 1959 : A Hetedik napon, court métrage [3]
- 1960 : Une scène perdue de Ruth Freudenheim
- 1960 : Bill Poster (Plakátragasztó), court métrage
- 1961 : Variations sur un thème (Variációk egy témára), court métrage[4]
- 1963 : Toi (Te), court-métrage[5]
- 1963 : Concert (Koncert), court métrage[6]
- 1965 : L'Âge des illusions (Álmodozások kora)
- 1965 : Traffic-Rule Tale for Children (Kresz-mese gyerekeknek), court métrage
- 1966 : Père (Apa)
- 1967 : Piety (Kegyelet), court métrage
- 1970 : Un film d'amour (Szerelmesfilm)
- 1971 : Rêver d'une maison (Alom a házról) dans une série de courts métrages regroupés sous le titre de Budapest, why I love it (Budapest, amiért szeretem)
- 1973 : 25, rue des Sapeurs (Tűzoltó utca 25.)
- 1977 : Contes de Budapest (Budapesti mesék)
- 1977 : Várostérkép, court métrage
- 1978 : Places on Sunday (Helyszinek vasámap), court métrage
- 1980 : Bizalom
- 1980 : L'Oiseau vert (Der grüne Vogel)
- 1981 : Mephisto
- 1985 : Colonel Redl (Oberst Redl)
- 1988 : Hanussen
- 1991 : La Tentation de Vénus (Meeting Venus)
- 1992 : Chère Emma (Édes Emma, drága Böbe - vázlatok, aktok)
- 1996 : Steading of the boat (A csónak biztonsága), court métrage
- 1999 : Sunshine (A napfény ize)
- 2001 : Taking Sides, le cas Furtwängler (Taking Sides)
- 2002 : Ten Minutes After dans The Cello 2e partie du film Ten Minutes Older, une série de courts métrages de dix minutes[7]
- 2004 : Adorable Julia (Being Julia)
- 2004 : Európábol Európába, court métrage documentaire
- 2006 : Rokonok
- 2012 : The Door (Az ajtó)
- 2020 : Zárójelentés

#### Télévision
- 1969 : Vesztegzár a határon un épisode de la série Bors
- 1974 : Ösbemutató, téléfilm
- 1982 : Levél apámhoz, téléfilm
- 1983 : Katzenspiel, téléfilm
- 1984 : Bali, téléfilm
- 1996 : Le Secret d'Offenbach : une soirée aux Bouffes Parisiens (Offenbach titkai), téléfilm
- 1997 : Minden Ami Zene,

### Scénariste
- 1959 : A Hetedik napon d'István Szabó
- 1960 : Bill Poster (Plakátragasztó) d'István Szabó
- 1961 : Variations sur un thème (Variációk egy témára) d'István Szabó
- 1962 : Délibáb minden mennyiségben de Miklós Szinetár et Tamás Banovich
- 1963 : Toi (Te) d'István Szabó
- 1963 : Concert (Koncert) d'István Szabó
- 1963 : Párbeszéd de János Herskó
- 1965 : L'Âge des illusions (Álmodozások kora) d'István Szabó
- 1965 : Traffic-Rule Tale for Children (Kresz-mese gyerekeknek) d'István Szabó
- 1965 : Artisti (court métrage) de Dusan Hanák
- 1966 : Père (Apa) d'István Szabó
- 1967 : Piety (Kegyelet) d'István Szabó
- 1970 : Un film d'amour (Szerelmesfilm) d'István Szabó
- 1971 : Rêver d'une maison (Alom a házról) d'István Szabó
- 1973 : 25, rue des Sapeurs (Tűzoltó utca 25.) d'István Szabó
- 1974 : Ösbemutató (téléfilm) d'István Szabó, d'après la pièce de Ferenc Karinthy
- 1977 : Contes de Budapest (Budapesti mesék) d'István Szabó
- 1977 : Várostérkép
- 1978 : Places on Sunday (Helyszinek vasámap) d'István Szabó
- 1980 : Bizalom d'István Szabó, d'après une histoire d'Erika Szántó
- 1980 : L'oiseau vert (Der grüne Vogel) d'István Szabó
- 1981 : Mephisto d'István Szabó, d'après le roman de Klaus Mann
- 1984 : Bali d'István Szabó
- 1985 : Colonel Redl (Oberst Redl) d'István Szabó, d'après John Osborne
- 1986 : Isten teremtményei (téléfilm) d'István Gaál
- 1988 : Hanussen d'István Szabó
- 1991 : La Tentation de Vénus (Meeting Venus) d'István Szabó
- 1992 : Chère Emma (Édes Emma, drága Böbe - vázlatok, aktok) d'István Szabó
- 1999 : Sunshine (A napfény ize) d'István Szabó
- 2002 : Ten Minutes After d'István Szabó
- 2006 : Rokonok d'István Szabó, d'après une histoire de Zsigmond Móricz
- 2011 : Albert Nobbs de Rodrigo García, d'après une histoire de George Moore
- 2012 : The Door (Az ajtó) d'István Szabó, d'après une histoire de Magda Szabó
- 2020 : Zárójelentés d'István Szabó

### Acteur
- 1966 : Père (Apa) d'István Szabó : Voix off du réalisateur
- 1978 : Les Hongrois de Zoltán Fábri : Abris Kondor
- 1980 : Fábián bálint találkozása istennel de Zoltán Fábri : András, fils aîné de Fábian
- 1981 : Mephisto d'István Szabó : accompagnateur au théâtre
- 1984 : Bali d'István Szabó : un émigrant à Java
- 1985 : Colonel Redl d'István Szabó : officier aux enchères
- 1989 : Endoctrinement (Túsztörténet) de Gyula Gazdag : Föorvos
- 1994 : Utrius de Ferenc Grunwalsky : Orvos
- 1997 : Franciska vasárnapjai de Sándor Simó : Orvos
- 1998 : Place Vendôme de Nicole Garcia : Charlie Rosen
- 1998 : Mr Testnek a tenyér de Miklós Szurdi, 1er épisode des neuf de la série TV a varós szélén : Mester
- 2001 : Taking Sides, le cas Furtwängler d'István Szabó : un passager du train
- 2004 : Shem de Caroline Roboh : Elijah, apparition dans un cimetière
- 2006 : Rokonok d'István Szabó : voix de Monsieur Menzel directeur général adjoint de la banque
- 2006 : Moi qui ai servi le roi d'Angleterre de Jiri Menzel : boursier
- 2020 : Remembrance of József Romvári de Sophy Romvári : narrateur du court métrage

### Producteur
- 1963 : Toi (Te) d'István Szabó
- 1990 : producteur artistique pour Eszterkönyv de Krisztina Déak
- 1993 : Prinzenbad de Richard Blank
- 2012 : producteur exécutif pour The Door d'István Szabó

### Assistant réalisateur
- 1963 : Párbeszéd de János Herskó

### Consultant
- 1987 : Laura de Géza Böszörményi
- 1995 : Esti Kornél csodálatos utazása de József Pacskovszky
- 2003 : The Colour of Happiness (A boldogság szine) de József Pacskovszky

### Éditeur de script
- 1966 : Children's Sicknesses (Gyerekbetegségek) de Ferenc Kardos et János Rózsa
- 1967 : Red Letter Days (Ünnepnapok) de Ferenc Kardos

### Parolier
- 1999 : Paroles de la chanson Please God May We Always Go on Singing (S'il te plaît Dieu que nous continuions à chanter) sur une musique de Maurice Jarre pourSunshine (A napfény ize)

### Récompenses et distinctions
- Festival de Cannes 1963 : Mention spéciale pour le court métrage Toi
- Festival de Locarno 1965 : Léopard d'argent pour L'Âge des illusions
- Festival de Moscou 1967 : Grand Prix pour Père
- Festival de Locarno 1974 : Léopard d'or pour 25, rue des Sapeurs
- Berlinale 1980 : Ours d'argent de la meilleure réalisation pour Bizalom
- Oscars 1981 : nommé à l'Oscar du meilleur film étranger pour Bizalom
- Festival de Cannes 1981 : Prix du scénario pour Mephisto
- Oscars 1982 : Oscar du meilleur film étranger pour Mephisto
- Festival de Cannes 1985 : Prix du jury pour Colonel Redl
- Oscars 1986 : nommé à l'Oscar du meilleur film étranger pour Colonel Redl
- Berlinale 1992 : Ours d'argent du Grand Prix du jury pour Chère Emma
- Prix Pulitzer 1996 pour sa série de documentaires télévisés The Hundred Years of Cinema
- Prix du cinéma européen 1999 : Prix du meilleur scénariste partagé avec Israël Horovitz pour Sunshine
- Prix Génie 2000 : Prix Génie du meilleur film pour Sunshine
- Prix des nuits noires en 2013 pour The Door